# Optimus UI

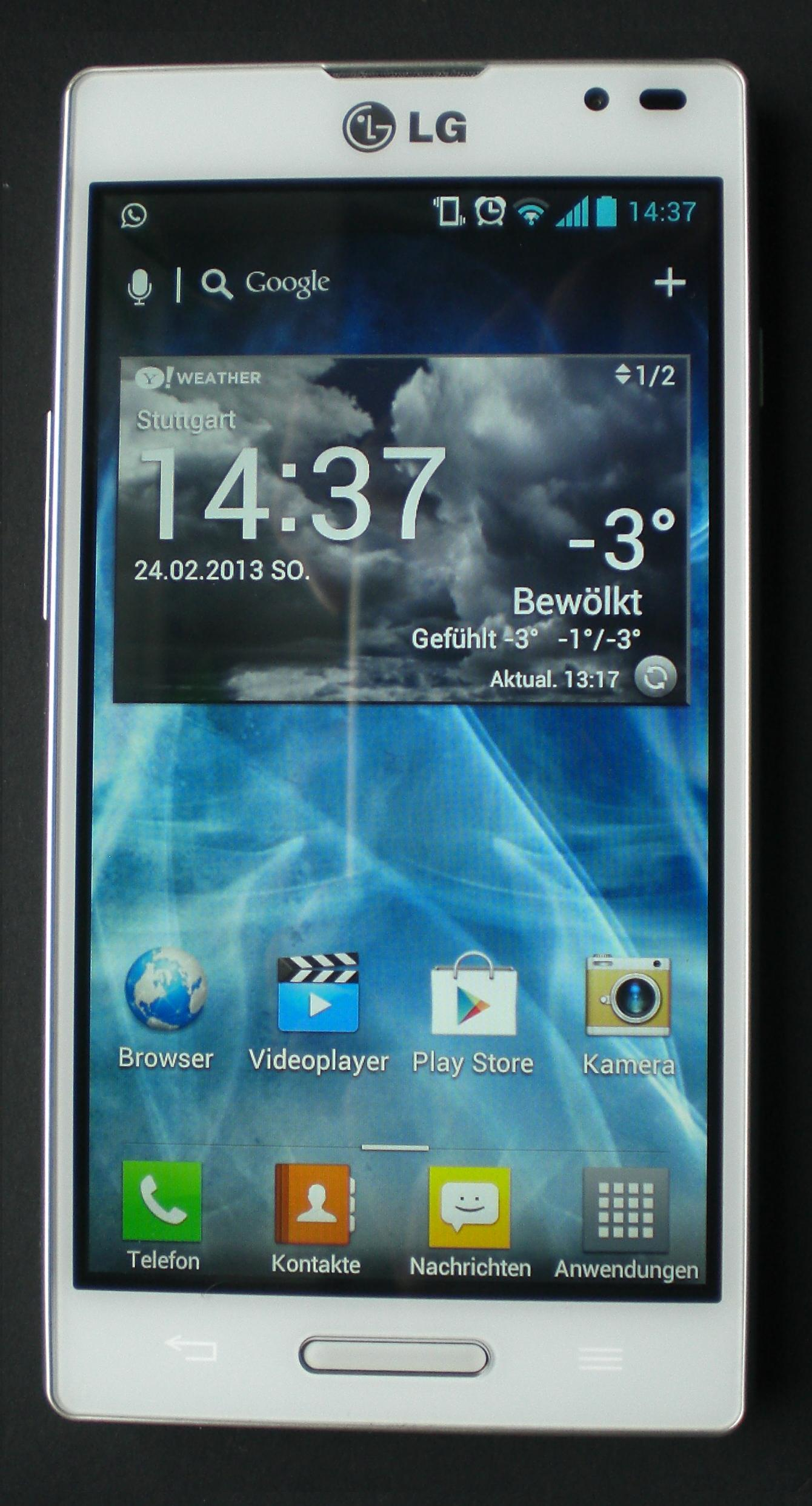
LG Optimus L9 con Optimus UI

Optimus UI è una interfaccia utente sviluppata da LG Electronics. A volte è identificata erroneamente come un sistema operativo. Optimus UI è utilizzata internamente da LG per smartphone e tablet e non è disponibile per l'uso sotto licenza da parte di soggetti terzi. 
La versione più recente di Optimus UI, la 4.1.2, è stata pubblicaata su Optimus K II e Optimus Neo 3. È dotata di una interfaccia utente rinnovata e meglio rifinita rispetto alla precedente versione, la 4.1.1, e dovrebbe includere comandi vocali e memo rapide. 
Optimus UI è utilizzato nei dispositivi basati su Android.

## Smartphone con LG Optimus UI

### Android

#### Smartphone e phablet
- LG Optimus
- LG Optimus One
- LG Optimus 2X
- LG Optimus 4X HD
- LG Optimus 3D
- LG Optimus 3D Max
- LG Optimus Zip
- LG Optimus LTE
- LG Optimus LTE 2
- LG Optimus Vu
- LG Optimus Black
- LG Optimus Chat
- LG Optimus Chic
- LG Optimus Net
- LG Optimus Sol
- LG Optimus L3
- LG Optimus L5
- LG Optimus L5 II
- LG Optimus L7
- LG Optimus L9
- LG Optimus L9 II
- LG Optimus L90
- LG Optimus F3
- LG Optimus F3Q
- LG Optimus F5
- LG Optimus F6
- LG Optimus F7
- LG Optimus G
- LG Optimus G Pro
- LG G2
- LG G Pro 2
- LG Vu 3
- LG G Pro Lite
- LG G Flex
- LG L40 Dual
- LG L65 Dual
- LG L70 Dual
- LG L80 Dual
- LG L90 Dual
- LG G3
- LG G3S
- LG Spectrum 2
- LG G2 Mini
- LG G Flex 2
- LG G4
- LG G4c

#### Tablet
- LG Optimus Pad
- LG Optimus Pad LTE
- LG G Pad 7.0
- LG G Pad 8.3

### Windows Phone
- LG Optimus 7
- LG Quantum